# بنیاد متابرینز
بنیاد متابرینز (به انگلیسی: MetaBrainz Foundation) یک سازمان آمریکایی ناسودبر معاف از مالیات در سان لوئیس اوبیسپو، کالیفرنیا است، که پروژه موزیک‌برینز را اداره می‌کند.
با به‌وجودآمدن بنیاد متابرینز در ۱۹ آوریل ۲۰۰۵، پروژه موزیک‌برینز وارد مرحله دوم زندگی خود شد. در نخستین مرحله، پروژه به‌طور خصوصی نگهداری می‌شده‌است و در درجه اول روی جمع‌آوری فراداده‌های فقط پایه‌ای تمرکز کرده بود. اکنون پروژه موزیک‌برینز از آن به بعد به‌طور چشم‌گیری رشد کرده‌است، و با پشتیبانی قانونی و زیرساخت بنیاد متابرینز، به رشد و موفقیت ادامه می‌دهد و گستره خویش را توسعه می‌دهد.